# Malvinenses

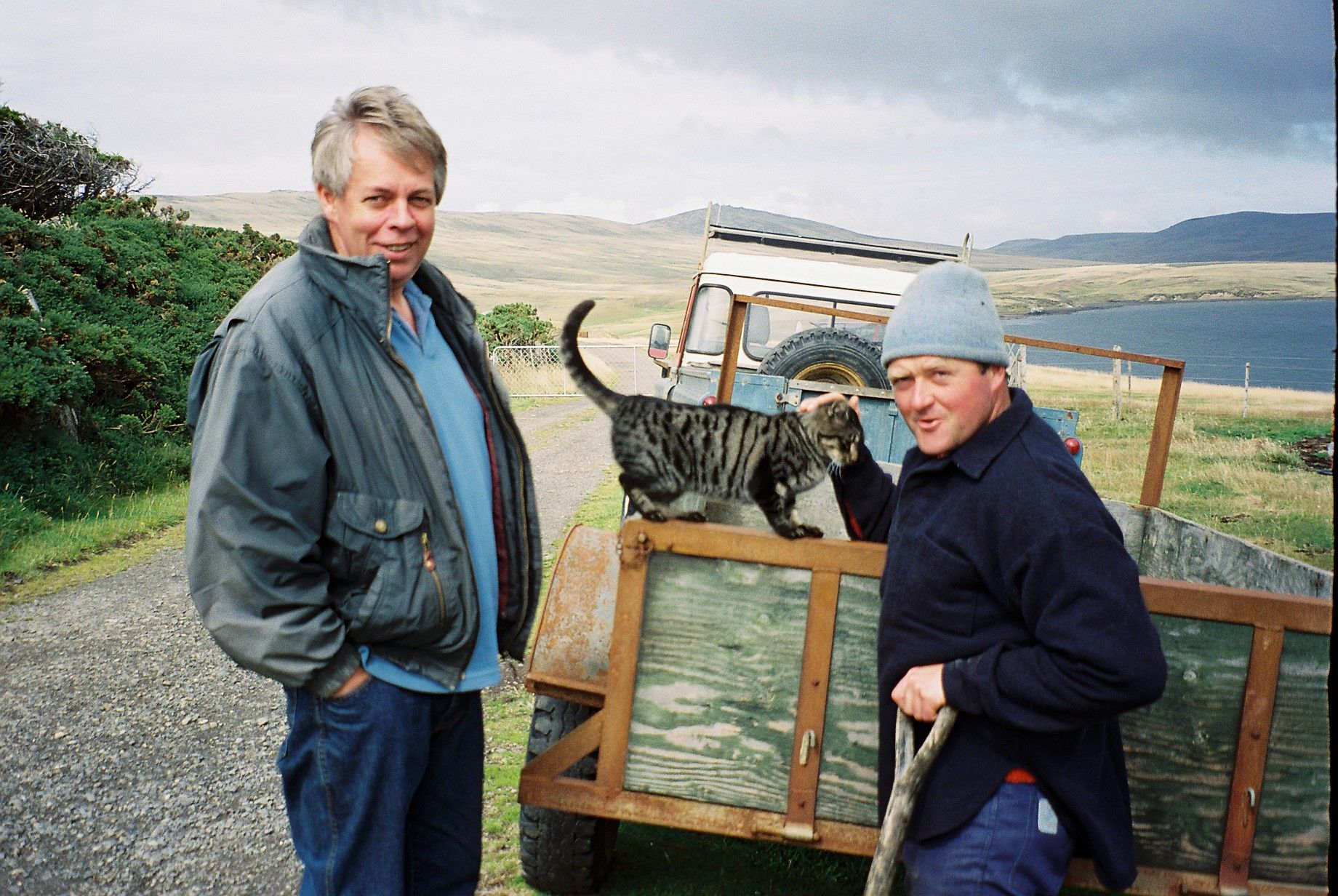
Dois malvinenses Falklands

Malvinense, Malvinês, Malvino ou Falklander é quem ou aquele que é natural das Ilhas Falklands, um arquipélago no sul do Oceano Atlântico, à 483 km a leste da América do Sul. Segundo um censo de 2024, a Ilha conta com 3 662 habitantes, dos quais 89% falam inglês.
Os habitantes das Ilhas Malvinas, são principalmente descendentes de britânicos, escoceses e galeses que se estabeleceram nas ilhas ao longo dos séculos. A população é composta principalmente por pessoas de origem britânica, com uma minoria de descendentes de argentinos e chilenos.

## Demografia

### População
| Data | Método                                   | População total | Homens | Mulheres |  |
| ---- | ---------------------------------------- | --------------- | ------ | -------- |  |
| 1980 | Censo 1980                               | 1 813           |        |          |  |
| 1990 | Estimativa da CIA                        | 1 958           |        |          |  |
| 2000 | Estimativa do Tesouro das Ilhas Malvinas | 2 826           |        |          |  |
| 2006 | Censo de 2006                            | 2 955           | 1 569  | 1 386    |  |
| 2007 | Estimativa da CIA                        | 3 105           |        |          |  |
| 2012 | Censo de 2012                            | 2 931           | 1 491  | 1 349    |  |
| 2016 | Censo de 2016                            | 3 398           | 1 687  | 1 511    |  |
| 2021 | Censo de 2021                            | 3 662           | 1 847  | 1 694    |  |

## Nacionalidade
Argentina
O Governo Argentino reivindica as Ilhas Malvinas desde 1982 e declara que todos os cidadãos da ilha são argentinos de direito.
 Reino Unido
Segundo a Lei de Nacionalidade Britânica de 1983, todos os cidadãos do arquipélago são britânicos.

## Dados Estatísticos
Segundo um estudo feito pela CIA World Factbook em 2016, 48,3% dos habitantes são Malvinenses, 23,1% Britânicos, 7,5% Santa helenenses, 4,6% Chileno e 6% mestiço. Pelo mesmo estudo, 57,1% são cristãos, 1,6% outros, nada 35,4% e 6% não especificado. Inglês 89%, Espanhol 7,7%, outros 3,3%.

### Religiões
A religião mais predominante é o cristianismo, cujas denominações primárias são Igreja da Inglaterra, Católica Romana, Igreja Livre Unida e Luterana. Um número menor é de Testemunhas de Jeová, adventistas do sétimo dia e ortodoxos gregos. Há também uma congregação da Fé Bahá'í. As ilhas abrigam a Prefeitura Apostólica das Ilhas Malvinas.